# Republicanos (partido político)
O Republicanos é um partido político brasileiro. Ligado à Igreja Universal do Reino de Deus, seu presidente, Marcos Pereira, é um bispo da igreja. Com 568.451 filiados em novembro de 2024, é o 11.º maior do país. No Congresso Nacional, possui quarenta e um deputados federais, e quatro senadores da República. O partido é considerado socialmente conservador, e ligado à direita política.
Fundado em 2005, obteve o registro definitivo do Tribunal Superior Eleitoral (TSE) com o nome de Partido Municipalista Renovador (PMR) em 25 de agosto de 2005. No ano seguinte, mudou de nome para Partido Republicano Brasileiro (PRB), atendendo a uma sugestão do então vice-presidente da República José Alencar. Em 2019, o partido muda novamente de nome, passando a se chamar Republicanos, sem o uso de sigla.
O partido foi da base aliada dos governos de Luiz Inácio Lula da Silva e Dilma Rousseff, rompendo com a última em 2016 e apoiando seu impeachment. Fez parte também do governo de Michel Temer e da base do governo de Jair Bolsonaro.
O partido usa como símbolo uma árvore frondosa cujo caule é uma criança do sexo feminino apontando para uma estrela de seis pontas, com as cores da bandeira do Brasil.

## História
Em 16 de dezembro de 2003, com o apoio de mais de 457.702 eleitores, foi aprovada em convenção nacional a criação do Partido Municipalista Renovador (PMR), cuja ata foi registrada no Cartório Marcelo Ribas, em 2 de janeiro de 2004, e obteve seu registro sob o número 00055915.[carece de fontes?]
O partido foi fundado em agosto de 2005 como Partido Municipalista Renovador por pastores da Igreja Universal do Reino de Deus. Em março de 2006, o partido passou a se chamar Partido Republicano Brasileiro.

Em 2006, na primeira eleição disputada para os cargos de deputados, governadores e presidente da República, José Alencar Gomes da Silva foi reeleito vice-presidente do Brasil, ao lado do presidente Luiz Inácio Lula da Silva. Ao todo, foram 60 candidatos a deputado estadual, 21 para deputado federal e um candidato ao Senado da República. Recebendo 737 423 votos no país, a sigla elegeu três deputados estaduais e apenas um único deputado federal.

Primeira logomarca do partido, utilizada de 2004 até 2005, quando mudou de nome para PRB.

Nas disputas municipais de 2008, foram eleitos 54 prefeitos e 780 vereadores.  Ao todo, o partido recebeu 3 667 400 votos, sendo 1 519 540 na disputa de prefeito e outros 2 147 857 nas eleições para as câmaras municipais.
Em 2010, na segunda eleição nacional do partido, foram eleitos 18 deputados estaduais, 8 deputados estaduais e apenas um único senador, o bispo Marcelo Crivella, que antes era filiado ao PL, foi reeleito ao Senado Federal pelo Republicanos.
No dia 9 de maio de 2011, em convenção nacional, o advogado Marcos Pereira foi eleito como o novo presidente nacional do partido.
Em 2012, saiu das eleições municipais com 78 prefeitos e 1 204 vereadores eleitos. Os números representam um aumento de 54,4% de vereadores (um dos maiores crescimentos proporcionais entre todas as legendas) e 42% de prefeitos.
Nas eleições de 2014, o partido ampliou seu número de eleitos, com 21 deputados federais e 32 deputados estaduais. Seu destaque foi o deputado federal Celso Russomanno, de São Paulo, que obteve 1,5 milhão de votos e foi o mais votado do país no pleito, em números absolutos.
Nas eleições municipais de 2016, elegeu 106 prefeitos e 1624 vereadores, com uma votação de 4.492.893, incluindo a vitória do senador Marcelo Crivella na disputa a prefeitura da cidade do Rio de Janeiro, derrotando o candidato Marcelo Freixo, do PSOL. Foi a primeira vez em que o partido obteve a prefeitura da capital carioca e de outros municípios que tiveram 2.º turno, como Caxias do Sul, em que Daniel Guerra fio eleito prefeito, derrotando o candidato Edson Nespolo, do PDT.
Em 2016, com a crise política no Brasil, o PRB deixou a base aliada do governo Dilma. No processo de impeachment da presidente Dilma Rousseff, os 21 deputados federais votaram pelo afastamento da presidente.[carece de fontes?]
Nas eleições municipais de 2020, o partido elegeu 211 prefeitos e 2601 vereadores, incluindo a disputa para a prefeitura de Vitória, capital do Espírito Santo, onde foi eleito Lorenzo Pazolini como prefeito, tornando esta a segunda eleição em que o partido elegeu uma prefeitura em uma capital, apesar da derrota no Rio de Janeiro, onde Marcelo Crivella não conquistou a reeleição, sendo derrotado no pleito por Eduardo Paes. Em São Paulo, o partido lançou para a disputa da prefeitura a candidatura de Celso Russomanno, que ficou em quarto lugar, com 560 mil votos (10,5%).
O Republicanos fez parte da base política do governo Bolsonaro. Na eleição presidencial de 2022, integrou a coligação que apoiou a campanha à reeleição de Jair Bolsonaro à presidência da República, que foi derrotada pela campanha de Luiz Inácio Lula da Silva.
Após a vitória de Lula, o Partido Liberal (PL) publicou um relatório que pedia uma "verificação extraordinária" do resultado das eleições, questionando e atacando as urnas eletrônicas brasileiras sem apresentar provas das alegações de fraude. O pedido foi negado pelo ministro do Supremo Tribunal Federal Alexandre de Moraes, que determinou uma multa de 22,9 milhões de reais por litigância de má-fé à coligação da campanha de Bolsonaro, e suspendeu o acesso das três legendas que a integraram às verbas do fundo partidário. Os outros partidos integrantes da coligação, Republicanos e Progressistas, declararam não concordar com as acusações, afirmando não contestarem a eleição de Lula, e foram excluídos por Moraes do pagamento da multa, que recaiu inteiramente sobre o PL, também tendo o acesso ao fundo partidário liberado.
Nas eleições de 2022 conquistou seu maior feito eleitoral com a vitória de Tarcísio de Freitas como novo governador de São Paulo derrotando na disputa o Fernando Haddad do PT.
Em 2025, o partido alcançou a Presidência da Câmara dos Deputados com a eleição do deputado Hugo Motta, que recebeu 444 votos.

## Organização

### Presidentes nacionais
José Alencar é considerado o "Presidente de Honra" do partido. Essa lista mostrará os presidentes titulares eleitos para o cargo, e não os interinos.
| Foto | Nome             | Mandato                | Mandato           | Observações |
| Foto | Nome             | Início                 | Fim               | Observações |
| ---- | ---------------- | ---------------------- | ----------------- | --- |
|      | Vitor dos Santos | 16 de dezembro de 2003 | 5 de maio de 2011 | - Renunciou |
|      | Marcos Pereira   | 9 de maio de 2011      | Em vigor          | - Eleito em 2011. - Licenciou-se para exercer o cargo de Ministro da Indústria, Comércio Exterior e Serviços durante o governo de Michel Temer no período de 12 de maio de 2016 a 3 de janeiro de 2018. |

### Movimentos
O Republicanos mantém alas de jovens, mulheres e idosos. Estas alas são chamadas de "movimentos" e são coordenadas por seus respectivos secretários (nacional, estadual e municipal).
| Movimento             | Secretário(a) nacional |
| --------------------- | ---------------------- |
| Mulheres Republicanas | Damares Alves          |
| Jovens Republicanos   | Wallacy Rocha          |
| Idosos Republicanos   | Ossesio Silva          |

### Governadores
| Governadores atuais (2) | Governadores atuais (2) | Governadores atuais (2) |
| UF                      | Governador              | Imagem                  |
| ----------------------- | ----------------------- | ----------------------- |
| SP                      | Tarcísio de Freitas     |                         |
| TO                      | Wanderley Barbosa       |                         |

### Senado Federal do Brasil

#### Líder do Partido
| Líder da Bancada do Republicanos no Senado | Líder da Bancada do Republicanos no Senado | Líder da Bancada do Republicanos no Senado |
| UF                                         | Senador                                    | Imagem                                     |
| ------------------------------------------ | ------------------------------------------ | ------------------------------------------ |
| RR                                         | Mecias de Jesus                            |                                            |

#### Senadores
| Senadores atuais (4) | Senadores atuais (4)        | Senadores atuais (4) |
| UF | Senador(a) e Legislaturas   | Imagem               |
| --- | --------------------------- | -------------------- |
| RR | Mecias de Jesus 56.ª e 57.ª | Mecias de Jesus      |
| MG | Cleitinho Azevedo 57.ª      | Cleitinho Azevedo    |
| DF | Damares Alves 57.ª          | Damares Alves        |
| RS | Hamilton Mourão 57.ª        | Hamilton Mourão      |
| Observações: Os nomes marcados com o símbolo * foram (re)eleitos em 2018 ou em 2022 por outros partidos. Nomes marcados com o símbolo + são suplentes em exercício ou efetivados. |                             |                      |

### Câmara dos Deputados do Brasil

#### Presidente da Câmara e Líder do Partido
| 113.º Presidente da Câmara dos Deputados do Brasil | 113.º Presidente da Câmara dos Deputados do Brasil | 113.º Presidente da Câmara dos Deputados do Brasil |
| UF                                                 | Deputado                                           | Imagem                                             |
| -------------------------------------------------- | -------------------------------------------------- | -------------------------------------------------- |
| PB                                                 | Hugo Motta                                         |                                                    |

#### Deputados
| Deputados federais atuais (45) | Deputados federais atuais (45)      | Deputados federais atuais (45)      |
| UF | Deputado (a)                        | Imagem                              |
| --- | ----------------------------------- | ----------------------------------- |
| AC | Antônia Lúcia                       | Antônia Lúcia                       |
| AC | Roberto Duarte Jr.                  | Robero Duarte Jr                    |
| AM | Silas Câmara                        | Silas Câmara                        |
| AM | Adail Filho                         | Adail Filho                         |
| BA | Alex Marco Santana                  | Alex Marco Santana                  |
| BA | Márcio Marinho                      | Márcio Marinho                      |
| BA | Rogéria Santos                      |                                     |
| DF | Fred Linhares                       |                                     |
| DF | Gilvan Maximo                       |                                     |
| DF | Julio César Ribeiro                 | Julio César Ribeiro                 |
| ES | Amaro Neto                          | Amaro Neto                          |
| ES | Messias Donato                      |                                     |
| GO | Jeferson Rodrigues                  |                                     |
| MA | Aluísio Mendes*                     |                                     |
| MG | Gilberto Aparecido Abramo           | Gilberto Aparecido Abramo           |
| MG | Lafayette Andrada                   | Lafayette Andrada                   |
| MG | Samuel Viana*                       | Samuel Viana                        |
| MG | Euclydes Pettersen*                 | Euclydes Pettersen                  |
| PB | Hugo Motta                          |                                     |
| PB | Murilo Galdino                      |                                     |
| PB | Wilson Santiago                     | Wilson Santiago                     |
| PE | Augusto Coutinho                    | Augusto Coutinho                    |
| PE | Ossesio Silva+                      | Ossesio Silva                       |
| PI | Jadyel da Jupi*                     | Jadyel da Jupi                      |
| PR | Diego Alexsander Garcia             | Diego Alexsander Garcia             |
| RJ | Jorge Braz                          | Jorge Braz                          |
| RJ | Marcelo Crivella                    | Marcelo Crivella                    |
| RJ | Rosângela Gomes                     | Rosângela Gomes                     |
| RJ | Luciano Vieira*                     | —                                   |
| RO | Thiago Flores*                      | —                                   |
| RR | José Francisco Lopes de Albuquerque | José Francisco Lopes de Albuquerque |
| RR | Gabriel Mota*                       | Gabriel Motta                       |
| RR | Defensor Stélio Dener               | Deputado Stélio Dener               |
| RS | Carlos Gomes da Silva               | Carlos Gomes da Silva               |
| RS | Franciane Bayer                     | —                                   |
| SC | Jorge Goetten*                      | —                                   |
| SE | Gustinho Ribeiro                    | Gustinho Ribeiro                    |
| SP | Celso Russomanno                    | Celso Russomanno                    |
| SP | Marcos Pereira                      | Marcos Pereira                      |
| SP | Maria Rosas                         | Maria Rosas                         |
| SP | Milton Vieira                       |                                     |
| SP | Vinicius Carvalho                   | Vinicius Carvalho                   |
| TO | Ricardo Ayres                       | Ricardo Ayres                       |
| TO | Antonio Andrade                     | Toinho Andrade                      |
| Observações: Os nomes marcados com o símbolo * foram (re)eleitos em 2022 por outros partidos. Nomes marcados com o símbolo + são suplentes em exercício ou efetivados. O suplente Gabriel Mota (MA) assumiu após o titular Jhonatan de Jesus se tonar ministro do Tribunal de Contas da União. |                                     |                                     |

### Prefeitos das Capitais
| Prefeitos das Capitais (1) | Prefeitos das Capitais (1) | Prefeitos das Capitais (1) | Prefeitos das Capitais (1) |
| UF                         | Cidade                     | Prefeito                   | Imagem                     |
| -------------------------- | -------------------------- | -------------------------- | -------------------------- |
| ES                         | Vitória                    | Lorenzo Pazolini           |                            |

## Desempenho eleitoral
| Legislatura     | Bancada  | %    | ±  |
| --------------- | -------- | ---- | -- |
| 53ª(2007–2011)  | 1 / 513  | 0,19 | 1  |
| 54ª(2011–2015)  | 8 / 513  | 1,55 | 7  |
| 55ª(2015–2019)  | 21 / 513 | 4,09 | 13 |
| 56ª(2019–2023)  | 30 / 513 | 5,84 | 9  |
| 57.ª(2023–2027) | 41 / 513 | 7,99 | 11 |

Os números das bancadas representam o início de cada legislatura, desconsiderando, por exemplo, parlamentares que tenham mudado de partido posteriormente.

### Eleições estaduais
| Participação e desempenho do Republicanos nas eleições estaduais de 2022 |                                          |                                 | |                                    |                                     |
| Candidatos majoritários eleitos. Em negrito estão os candidatos filiados ao Republicanos durante a eleição. Os cargos obtidos na Câmara Federal e nas Assembleias Legislativas são referentes às coligações proporcionais que o Republicanos compôs. Tais coligações não são necessariamente iguais às coligações majoritárias e geralmente são menores. Não estão listados os futuros suplentes empossados. \| UF \| Candidatos(as) a Governador(a) e a Vice \| Candidatos(as) a Senadores(as) \| Coligação majoritária (governo e senado) \| Deputados(as) federais eleitos(as) \| Deputados(as) estaduais eleitos(as) \| \| -- \| ---------------------------------------- \| ------------------------------- \| ---------------------------------------------------------------------------------------------------------------------------- \| ---------------------------------- \| ----------------------------------- \| \| AC \| Mara Rocha (MDB) \| Márcia Bittar (PL) \| Republicanos / MDB / PRTB / PL \| \| \| \| AC \| Fernando Zamora (PRTB) \| Márcia Bittar (PL) \| Republicanos / MDB / PRTB / PL \| \| \| \| AL \| Rui Palmeira (PSD) \| ninguém \| Republicanos / PSD / Patriota \| \| \| \| AL \| Arthur Albuquerque (Republicanos) \| ninguém \| Republicanos / PSD / Patriota \| \| \| \| AM \| Wilson Lima (UNIÃO) \| Coronel Menezes (PL) \| Republicanos / UNIÃO / Avante / PL / PP / PSC / PTB / Patriota / PRTB / PMN \| \| \| \| AM \| Tadeu de Souza (Avante) \| Coronel Menezes (PL) \| Republicanos / UNIÃO / Avante / PL / PP / PSC / PTB / Patriota / PRTB / PMN \| \| \| \| AP \| Clécio Luís (Solidariedade) \| Davi Alcolumbre (UNIÃO) \| Republicanos / Solidariedade / PDT / UNIÃO / Fed. PSDB Cidadania / PL / PP \| \| \| \| AP \| Teles Jr. (PDT) \| Davi Alcolumbre (UNIÃO) \| Republicanos / Solidariedade / PDT / UNIÃO / Fed. PSDB Cidadania / PL / PP \| \| \| \| BA \| ACM Neto (UNIÃO) \| Cacá Leão (PP) \| Republicanos / UNIÃO / PP / Fed. PSDB Cidadania / PDT / PSC / PODE / Solidariedade / PRTB / PMN / DC \| \| \| \| BA \| Ana Coelho (Republicanos) \| Cacá Leão (PP) \| Republicanos / UNIÃO / PP / Fed. PSDB Cidadania / PDT / PSC / PODE / Solidariedade / PRTB / PMN / DC \| \| \| \| CE \| Capitão Wagner (UNIÃO) \| Kamilla Cardoso (Avante) \| Republicanos / UNIÃO / PL / Avante / PTB / PODE / PROS \| \| \| \| CE \| Raimundo Matos (PL) \| Kamilla Cardoso (Avante) \| Republicanos / UNIÃO / PL / Avante / PTB / PODE / PROS \| \| \| \| DF \| ninguém \| Damares Alves (Republicanos) \| Republicanos / UNIÃO \| \| \| \| ES \| ninguém \| Erick Musso (Republicanos) \| Republicanos / UNIÃO / PSC / Patriota \| \| \| \| GO \| Gustavo Mendanha (Patriota) \| João Campos (Republicanos) \| Republicanos / Patriota / Agir / DC / PMN / PMB \| \| \| \| GO \| Heuler Cruvinel (Patriota) \| João Campos (Republicanos) \| Republicanos / Patriota / Agir / DC / PMN / PMB \| \| \| \| MA \| Weverton Rocha (PDT) \| Roberto Rocha (PTB) \| Republicanos / PDT / PL / PTB / PROS / Agir \| \| \| \| MA \| Hélio Soares (PL) \| Roberto Rocha (PTB) \| Republicanos / PDT / PL / PTB / PROS / Agir \| \| \| \| MG \| Carlos Viana (PL) \| ninguém \| Republicanos / PL / PRTB \| \| \| \| MG \| Coronel Wanderley (PL) \| ninguém \| Republicanos / PL / PRTB \| \| \| \| MS \| Eduardo Riedel (PSDB) \| Tereza Cristina (PP) \| Republicanos / Fed. PSDB Cidadania / PP / PL / PDT / PSB \| \| \| \| MS \| Barbosinha (PP) \| Tereza Cristina (PP) \| Republicanos / Fed. PSDB Cidadania / PP / PL / PDT / PSB \| \| \| \| MT \| Mauro Mendes (UNIÃO) \| Wellington Fagundes (PL) \| Republicanos / UNIÃO / PL / MDB / Fed. PSDB Cidadania / PODE / PROS / PSB \| \| \| \| MT \| Otaviano Pivetta (Republicanos) \| Wellington Fagundes (PL) \| Republicanos / UNIÃO / PL / MDB / Fed. PSDB Cidadania / PODE / PROS / PSB \| \| \| \| PA \| Helder Barbalho (MDB) \| Beto Faro (PT) \| Republicanos / MDB / FE Brasil (PT/PCdoB/PV) / PP / Fed. PSDB Cidadania / UNIÃO / PODE / PDT / PSB / Avante / PSD / PTB / DC \| \| \| \| PA \| Hana Ghassan (MDB) \| Flexa Ribeiro (PP) \| Republicanos / MDB / FE Brasil (PT/PCdoB/PV) / PP / Fed. PSDB Cidadania / UNIÃO / PODE / PDT / PSB / Avante / PSD / PTB / DC \| \| \| \| PA \| Hana Ghassan (MDB) \| Jardel Guimarães (PODE) \| Republicanos / MDB / FE Brasil (PT/PCdoB/PV) / PP / Fed. PSDB Cidadania / UNIÃO / PODE / PDT / PSB / Avante / PSD / PTB / DC \| \| \| \| PA \| Hana Ghassan (MDB) \| Manoel Pioneiro (PSDB) \| Republicanos / MDB / FE Brasil (PT/PCdoB/PV) / PP / Fed. PSDB Cidadania / UNIÃO / PODE / PDT / PSB / Avante / PSD / PTB / DC \| \| \| \| PB \| João Azevêdo (PSB) \| Pollyanna Dutra (PSB) \| Republicanos / PSB / PP / Avante / PSD / PODE / Solidariedade / Patriota / Agir / PMN \| \| \| \| PB \| Lucas Ribeiro (PP) \| Pollyanna Dutra (PSB) \| Republicanos / PSB / PP / Avante / PSD / PODE / Solidariedade / Patriota / Agir / PMN \| \| \| \| PE \| Danilo Cabral (PSB) \| Teresa Leitão (PT) \| Republicanos / PSB / FE Brasil (PT/PCdoB/PV) / MDB / PDT / PP \| \| \| \| PE \| Luciana Santos (PCdoB) \| Teresa Leitão (PT) \| Republicanos / PSB / FE Brasil (PT/PCdoB/PV) / MDB / PDT / PP \| \| \| \| PI \| ninguém \| ninguém \| nenhuma \| \| \| \| PR \| Ratinho Júnior (PSD) \| ninguém \| Republicanos / PSD / PP / MDB / UNIÃO / PL / PTB / Solidariedade / PROS / PMB / Agir \| \| \| \| PR \| Darci Piana (PSD) \| ninguém \| Republicanos / PSD / PP / MDB / UNIÃO / PL / PTB / Solidariedade / PROS / PMB / Agir \| \| \| \| RJ \| Cláudio Castro (PL) \| Romário (PL) \| Republicanos / PL / UNIÃO / MDB / PP / Avante / PROS / PSC / PTB / Solidariedade / PRTB / DC / PMN \| \| \| \| RJ \| Thiago Pampolha (UNIÃO) \| Romário (PL) \| Republicanos / PL / UNIÃO / MDB / PP / Avante / PROS / PSC / PTB / Solidariedade / PRTB / DC / PMN \| \| \| \| RN \| Fátima Bezerra (PT) \| Carlos Eduardo Alves (PDT) \| Republicanos / FE Brasil (PT/PCdoB/PV) / MDB / PDT / PROS \| \| \| \| RN \| Walter Alves (MDB) \| Carlos Eduardo Alves (PDT) \| Republicanos / FE Brasil (PT/PCdoB/PV) / MDB / PDT / PROS \| \| \| \| RO \| Marcos Rocha (UNIÃO) \| Mariana Carvalho (Republicanos) \| Republicanos / UNIÃO / Fed. PSDB Cidadania / MDB / PSC / Avante / Patriota \| \| \| \| RO \| Sérgio Gonçalves (UNIÃO) \| Mariana Carvalho (Republicanos) \| Republicanos / UNIÃO / Fed. PSDB Cidadania / MDB / PSC / Avante / Patriota \| \| \| \| RR \| Antônio Denarium (PP) \| Hiran Gonçalves (PP) \| Republicanos / PP / UNIÃO / PSD / PRTB \| \| \| \| RR \| Edilson Damião (Republicanos) \| Hiran Gonçalves (PP) \| Republicanos / PP / UNIÃO / PSD / PRTB \| \| \| \| RS \| Onyx Lorenzoni (PL) \| Hamilton Mourão (Republicanos) \| Republicanos / PL / PROS / Patriota \| \| \| \| RS \| Cláudia Jardim (PL) \| Hamilton Mourão (Republicanos) \| Republicanos / PL / PROS / Patriota \| \| \| \| SC \| Carlos Moisés (Republicanos) \| Celso Maldaner (MDB) \| Republicanos / MDB / PSC / PODE / Avante / DC \| \| \| \| SC \| Udo Döhler (MDB) \| Celso Maldaner (MDB) \| Republicanos / MDB / PSC / PODE / Avante / DC \| \| \| \| SE \| Fábio Mitidieri (PSD) \| Laércio Oliveira (PP) \| Republicanos / PSD / PDT / PP / UNIÃO / PSC / Avante \| \| \| \| SE \| Zezinho Sobral (PDT) \| Laércio Oliveira (PP) \| Republicanos / PSD / PDT / PP / UNIÃO / PSC / Avante \| \| \| \| SP \| Tarcísio Gomes de Freitas (Republicanos) \| Marcos Pontes (PL) \| Republicanos / PSD / PL / PSC / PTB / PMN \| \| \| \| SP \| Felicio Ramuth (PSD) \| Marcos Pontes (PL) \| Republicanos / PSD / PL / PSC / PTB / PMN \| \| \| \| TO \| Wanderlei Barbosa (Republicanos) \| Dorinha Rezende (UNIÃO) \| Republicanos / PDT / UNIÃO / Fed. PSDB Cidadania / Solidariedade / PSC / PTB \| \| \| \| TO \| Laurez Moreira (PDT) \| Dorinha Rezende (UNIÃO) \| Republicanos / PDT / UNIÃO / Fed. PSDB Cidadania / Solidariedade / PSC / PTB \| \| \| |                                          |                                 | |                                    |                                     |
| UF | Candidatos(as) a Governador(a) e a Vice  | Candidatos(as) a Senadores(as)  | Coligação majoritária (governo e senado)                                                                                     | Deputados(as) federais eleitos(as) | Deputados(as) estaduais eleitos(as) |
| AC | Mara Rocha (MDB)                         | Márcia Bittar (PL)              | Republicanos / MDB / PRTB / PL                                                                                               |                                    |                                     |
| AC | Fernando Zamora (PRTB)                   | Márcia Bittar (PL)              | Republicanos / MDB / PRTB / PL                                                                                               |                                    |                                     |
| AL | Rui Palmeira (PSD)                       | ninguém                         | Republicanos / PSD / Patriota                                                                                                |                                    |                                     |
| AL | Arthur Albuquerque (Republicanos)        | ninguém                         | Republicanos / PSD / Patriota                                                                                                |                                    |                                     |
| AM | Wilson Lima (UNIÃO)                      | Coronel Menezes (PL)            | Republicanos / UNIÃO / Avante / PL / PP / PSC / PTB / Patriota / PRTB / PMN                                                  |                                    |                                     |
| AM | Tadeu de Souza (Avante)                  | Coronel Menezes (PL)            | Republicanos / UNIÃO / Avante / PL / PP / PSC / PTB / Patriota / PRTB / PMN                                                  |                                    |                                     |
| AP | Clécio Luís (Solidariedade)              | Davi Alcolumbre (UNIÃO)         | Republicanos / Solidariedade / PDT / UNIÃO / Fed. PSDB Cidadania / PL / PP                                                   |                                    |                                     |
| AP | Teles Jr. (PDT)                          | Davi Alcolumbre (UNIÃO)         | Republicanos / Solidariedade / PDT / UNIÃO / Fed. PSDB Cidadania / PL / PP                                                   |                                    |                                     |
| BA | ACM Neto (UNIÃO)                         | Cacá Leão (PP)                  | Republicanos / UNIÃO / PP / Fed. PSDB Cidadania / PDT / PSC / PODE / Solidariedade / PRTB / PMN / DC                         |                                    |                                     |
| BA | Ana Coelho (Republicanos)                | Cacá Leão (PP)                  | Republicanos / UNIÃO / PP / Fed. PSDB Cidadania / PDT / PSC / PODE / Solidariedade / PRTB / PMN / DC                         |                                    |                                     |
| CE | Capitão Wagner (UNIÃO)                   | Kamilla Cardoso (Avante)        | Republicanos / UNIÃO / PL / Avante / PTB / PODE / PROS                                                                       |                                    |                                     |
| CE | Raimundo Matos (PL)                      | Kamilla Cardoso (Avante)        | Republicanos / UNIÃO / PL / Avante / PTB / PODE / PROS                                                                       |                                    |                                     |
| DF | ninguém                                  | Damares Alves (Republicanos)    | Republicanos / UNIÃO |                                    |                                     |
| ES | ninguém                                  | Erick Musso (Republicanos)      | Republicanos / UNIÃO / PSC / Patriota                                                                                        |                                    |                                     |
| GO | Gustavo Mendanha (Patriota)              | João Campos (Republicanos)      | Republicanos / Patriota / Agir / DC / PMN / PMB                                                                              |                                    |                                     |
| GO | Heuler Cruvinel (Patriota)               | João Campos (Republicanos)      | Republicanos / Patriota / Agir / DC / PMN / PMB                                                                              |                                    |                                     |
| MA | Weverton Rocha (PDT)                     | Roberto Rocha (PTB)             | Republicanos / PDT / PL / PTB / PROS / Agir                                                                                  |                                    |                                     |
| MA | Hélio Soares (PL)                        | Roberto Rocha (PTB)             | Republicanos / PDT / PL / PTB / PROS / Agir                                                                                  |                                    |                                     |
| MG | Carlos Viana (PL)                        | ninguém                         | Republicanos / PL / PRTB |                                    |                                     |
| MG | Coronel Wanderley (PL)                   | ninguém                         | Republicanos / PL / PRTB |                                    |                                     |
| MS | Eduardo Riedel (PSDB)                    | Tereza Cristina (PP)            | Republicanos / Fed. PSDB Cidadania / PP / PL / PDT / PSB                                                                     |                                    |                                     |
| MS | Barbosinha (PP)                          | Tereza Cristina (PP)            | Republicanos / Fed. PSDB Cidadania / PP / PL / PDT / PSB                                                                     |                                    |                                     |
| MT | Mauro Mendes (UNIÃO)                     | Wellington Fagundes (PL)        | Republicanos / UNIÃO / PL / MDB / Fed. PSDB Cidadania / PODE / PROS / PSB                                                    |                                    |                                     |
| MT | Otaviano Pivetta (Republicanos)          | Wellington Fagundes (PL)        | Republicanos / UNIÃO / PL / MDB / Fed. PSDB Cidadania / PODE / PROS / PSB                                                    |                                    |                                     |
| PA | Helder Barbalho (MDB)                    | Beto Faro (PT)                  | Republicanos / MDB / FE Brasil (PT/PCdoB/PV) / PP / Fed. PSDB Cidadania / UNIÃO / PODE / PDT / PSB / Avante / PSD / PTB / DC |                                    |                                     |
| PA | Hana Ghassan (MDB)                       | Flexa Ribeiro (PP)              | Republicanos / MDB / FE Brasil (PT/PCdoB/PV) / PP / Fed. PSDB Cidadania / UNIÃO / PODE / PDT / PSB / Avante / PSD / PTB / DC |                                    |                                     |
| PA | Hana Ghassan (MDB)                       | Jardel Guimarães (PODE)         | Republicanos / MDB / FE Brasil (PT/PCdoB/PV) / PP / Fed. PSDB Cidadania / UNIÃO / PODE / PDT / PSB / Avante / PSD / PTB / DC |                                    |                                     |
| PA | Hana Ghassan (MDB)                       | Manoel Pioneiro (PSDB)          | Republicanos / MDB / FE Brasil (PT/PCdoB/PV) / PP / Fed. PSDB Cidadania / UNIÃO / PODE / PDT / PSB / Avante / PSD / PTB / DC |                                    |                                     |
| PB | João Azevêdo (PSB)                       | Pollyanna Dutra (PSB)           | Republicanos / PSB / PP / Avante / PSD / PODE / Solidariedade / Patriota / Agir / PMN                                        |                                    |                                     |
| PB | Lucas Ribeiro (PP)                       | Pollyanna Dutra (PSB)           | Republicanos / PSB / PP / Avante / PSD / PODE / Solidariedade / Patriota / Agir / PMN                                        |                                    |                                     |
| PE | Danilo Cabral (PSB)                      | Teresa Leitão (PT)              | Republicanos / PSB / FE Brasil (PT/PCdoB/PV) / MDB / PDT / PP                                                                |                                    |                                     |
| PE | Luciana Santos (PCdoB)                   | Teresa Leitão (PT)              | Republicanos / PSB / FE Brasil (PT/PCdoB/PV) / MDB / PDT / PP                                                                |                                    |                                     |
| PI | ninguém                                  | ninguém                         | nenhuma |                                    |                                     |
| PR | Ratinho Júnior (PSD)                     | ninguém                         | Republicanos / PSD / PP / MDB / UNIÃO / PL / PTB / Solidariedade / PROS / PMB / Agir                                         |                                    |                                     |
| PR | Darci Piana (PSD)                        | ninguém                         | Republicanos / PSD / PP / MDB / UNIÃO / PL / PTB / Solidariedade / PROS / PMB / Agir                                         |                                    |                                     |
| RJ | Cláudio Castro (PL)                      | Romário (PL)                    | Republicanos / PL / UNIÃO / MDB / PP / Avante / PROS / PSC / PTB / Solidariedade / PRTB / DC / PMN                           |                                    |                                     |
| RJ | Thiago Pampolha (UNIÃO)                  | Romário (PL)                    | Republicanos / PL / UNIÃO / MDB / PP / Avante / PROS / PSC / PTB / Solidariedade / PRTB / DC / PMN                           |                                    |                                     |
| RN | Fátima Bezerra (PT)                      | Carlos Eduardo Alves (PDT)      | Republicanos / FE Brasil (PT/PCdoB/PV) / MDB / PDT / PROS                                                                    |                                    |                                     |
| RN | Walter Alves (MDB)                       | Carlos Eduardo Alves (PDT)      | Republicanos / FE Brasil (PT/PCdoB/PV) / MDB / PDT / PROS                                                                    |                                    |                                     |
| RO | Marcos Rocha (UNIÃO)                     | Mariana Carvalho (Republicanos) | Republicanos / UNIÃO / Fed. PSDB Cidadania / MDB / PSC / Avante / Patriota                                                   |                                    |                                     |
| RO | Sérgio Gonçalves (UNIÃO)                 | Mariana Carvalho (Republicanos) | Republicanos / UNIÃO / Fed. PSDB Cidadania / MDB / PSC / Avante / Patriota                                                   |                                    |                                     |
| RR | Antônio Denarium (PP)                    | Hiran Gonçalves (PP)            | Republicanos / PP / UNIÃO / PSD / PRTB                                                                                       |                                    |                                     |
| RR | Edilson Damião (Republicanos)            | Hiran Gonçalves (PP)            | Republicanos / PP / UNIÃO / PSD / PRTB                                                                                       |                                    |                                     |
| RS | Onyx Lorenzoni (PL)                      | Hamilton Mourão (Republicanos)  | Republicanos / PL / PROS / Patriota                                                                                          |                                    |                                     |
| RS | Cláudia Jardim (PL)                      | Hamilton Mourão (Republicanos)  | Republicanos / PL / PROS / Patriota                                                                                          |                                    |                                     |
| SC | Carlos Moisés (Republicanos)             | Celso Maldaner (MDB)            | Republicanos / MDB / PSC / PODE / Avante / DC                                                                                |                                    |                                     |
| SC | Udo Döhler (MDB)                         | Celso Maldaner (MDB)            | Republicanos / MDB / PSC / PODE / Avante / DC                                                                                |                                    |                                     |
| SE | Fábio Mitidieri (PSD)                    | Laércio Oliveira (PP)           | Republicanos / PSD / PDT / PP / UNIÃO / PSC / Avante                                                                         |                                    |                                     |
| SE | Zezinho Sobral (PDT)                     | Laércio Oliveira (PP)           | Republicanos / PSD / PDT / PP / UNIÃO / PSC / Avante                                                                         |                                    |                                     |
| SP | Tarcísio Gomes de Freitas (Republicanos) | Marcos Pontes (PL)              | Republicanos / PSD / PL / PSC / PTB / PMN                                                                                    |                                    |                                     |
| SP | Felicio Ramuth (PSD)                     | Marcos Pontes (PL)              | Republicanos / PSD / PL / PSC / PTB / PMN                                                                                    |                                    |                                     |
| TO | Wanderlei Barbosa (Republicanos)         | Dorinha Rezende (UNIÃO)         | Republicanos / PDT / UNIÃO / Fed. PSDB Cidadania / Solidariedade / PSC / PTB                                                 |                                    |                                     |
| TO | Laurez Moreira (PDT)                     | Dorinha Rezende (UNIÃO)         | Republicanos / PDT / UNIÃO / Fed. PSDB Cidadania / Solidariedade / PSC / PTB                                                 |                                    |                                     |

| Participação e desempenho do PRB nas eleições estaduais de 2018 |                                         |                                | | | |
| Candidatos majoritários eleitos (10 governadores e 15 senadores). Em negrito estão os candidatos filiados ao PRB durante a eleição. Os cargos obtidos na Câmara Federal e nas Assembleias Legislativas são referentes às coligações proporcionais que o PRB compôs. Tais coligações não são necessariamente iguais às coligações majoritárias e geralmente são menores. Não estão listados os futuros suplentes empossados. \| UF \| Candidatos(as) a Governador(a) e a Vice \| Candidatos(as) a Senadores(as) \| Coligação majoritária (governo e senado) \| Deputados(as) federais eleitos(as) — 106 \| Deputados(as) estaduais eleitos(as) — 191 \| \| -- \| ---------------------------------------- \| ------------------------------ \| ---------------------------------------------------------------------------------------------------- \| ------------------------------------------------------------------------------------------------------------------------------------------------------ \| ---------------------------------------------------------------------------------------------------------------------------------------------------------------------------------- \| \| AC \| Marcus Alexandre (PT) \| Jorge Viana (PT) \| PRB / PT / PDT / PODE / PV / PROS / PCdoB / PSB / PHS / PRTB / DC / PPL / PMB / PSOL \| Pastor Manuel Marcos (PRB) \| Doutora Juliana (PRB) + 1 PODE, 1 PROS \| \| AC \| Emylson Farias (PDT) \| Ney Amorim (PT) \| PRB / PT / PDT / PODE / PV / PROS / PCdoB / PSB / PHS / PRTB / DC / PPL / PMB / PSOL \| Pastor Manuel Marcos (PRB) \| Doutora Juliana (PRB) + 1 PODE, 1 PROS \| \| AL \| Pinto de Luna (PROS) \| Rodrigo Cunha (PSDB) \| PRB / PROS / PSDB / PTC / PP / PSB / REDE / DEM / PSC \| Severino Pessôa (PRB) + 1 PSB, 1 PP, 1 PSDB \| 4 PP, 2 PSDB, 1 DEM, 1 PROS \| \| AL \| Jorge VI (PSDB) \| Benedito de Lira (PP) \| PRB / PROS / PSDB / PTC / PP / PSB / REDE / DEM / PSC \| Severino Pessôa (PRB) + 1 PSB, 1 PP, 1 PSDB \| 4 PP, 2 PSDB, 1 DEM, 1 PROS \| \| AM \| Omar Aziz (PSD) \| Plínio Valério (PSDB) \| PRB / PSD / PSDB / DEM / PTC / Patriota \| Capitão Alberto Neto (PRB), Pastor Silas Câmara (PRB) + 1 PSD \| João Luiz (PRB) + 2 PSD, 1 DEM \| \| AM \| Arthur Bisneto (PSDB) \| Plínio Valério (PSDB) \| PRB / PSD / PSDB / DEM / PTC / Patriota \| Capitão Alberto Neto (PRB), Pastor Silas Câmara (PRB) + 1 PSD \| João Luiz (PRB) + 2 PSD, 1 DEM \| \| AP \| Waldez Góes (PDT) \| Lucas Barreto (PTB) \| PRB / PDT / PROS / MDB / DC / PTB / PCdoB / PRP / PTC / PMB \| Aline Gurgel (PRB) \| Pastor Oliveira (PRB) + 1 PDT, 1 DC, 1 MDB \| \| AP \| Jaime Nunes (PROS) \| Lucas Barreto (PTB) \| PRB / PDT / PROS / MDB / DC / PTB / PCdoB / PRP / PTC / PMB \| Aline Gurgel (PRB) \| Pastor Oliveira (PRB) + 1 PDT, 1 DC, 1 MDB \| \| BA \| José Ronaldo (DEM) \| Jutahy Magalhães Júnior (PSDB) \| PRB / DEM / PSDB / PSC / PV / PTB / SD / PPL / Patriota \| Bispo Márcio Marinho (PRB), João Roma (PRB) + 4 DEM \| José de Arimatéia (PRB), Jurailton Santos (PRB) + 7 DEM, 3 PSDB \| \| BA \| Mônica Bahia (PSDB) \| Irmão Lázaro (PSC) \| PRB / DEM / PSDB / PSC / PV / PTB / SD / PPL / Patriota \| Bispo Márcio Marinho (PRB), João Roma (PRB) + 4 DEM \| José de Arimatéia (PRB), Jurailton Santos (PRB) + 7 DEM, 3 PSDB \| \| CE \| apoio informal a Camilo Santana (PT)[52] \| Eunício Oliveira (MDB) \| PT / PDT / PP / PSB / PR / PTB / DEM / PCdoB / PPS / PRP / PV / PMN / PPL / PRTB / PMB / Patriota \| 1 MDB, 1 SD, 1 PSD \| David Durand (PRB) + 4 MDB, 2 SD, 2 PSD \| \| CE \| apoio informal a Izolda Cela (PDT)[52] \| Alberto Bardawil (PODE) \| PT / PDT / PP / PSB / PR / PTB / DEM / PCdoB / PPS / PRP / PV / PMN / PPL / PRTB / PMB / Patriota \| 1 MDB, 1 SD, 1 PSD \| David Durand (PRB) + 4 MDB, 2 SD, 2 PSD \| \| DF \| Rogério Rosso (PSD) \| Cristovam Buarque (PPS) \| PRB / PSD / PSC / SD / PODE / PPS \| Pastor Julio César (PRB) + 1 PPS \| Martins Machado (PRB), Rafael Delmasso (PRB) \| \| DF \| Egmar Tavares (PRB) \| Fernando Marques (SD) \| PRB / PSD / PSC / SD / PODE / PPS \| Pastor Julio César (PRB) + 1 PPS \| Martins Machado (PRB), Rafael Delmasso (PRB) \| \| ES \| Carlos Manato (PSL) \| Magno Malta (PR) \| PRB / PSL / PR \| Amaro Neto (PRB) + 1 PSL, 1 PR \| Erick Musso (PRB), Hudson Leal (PRB) + 4 PSL \| \| ES \| Rogério Zamperlini (PSL) \| Subtenente Assis (PSL) \| PRB / PSL / PR \| Amaro Neto (PRB) + 1 PSL, 1 PR \| Erick Musso (PRB), Hudson Leal (PRB) + 4 PSL \| \| GO \| Daniel Vilela (MDB) \| Vanderlan Cardoso (PP) \| PRB / MDB / PP / PHS \| João Campos (PRB) + 2 PP \| Alysson Lima (PRB), Jeferson Rodrigues (PRB) + 3 MDB \| \| GO \| Heuler Cruvinel (PP) \| Agenor Mariano (MDB) \| PRB / MDB / PP / PHS \| João Campos (PRB) + 2 PP \| Alysson Lima (PRB), Jeferson Rodrigues (PRB) + 3 MDB \| \| MA \| Flávio Dino (PCdoB) \| Weverton Rocha (PDT) \| PRB / PCdoB / PDT / PT / PSB / PPS / PROS / PTB / PR / DEM / PP / PTC / SD / PPL / Avante / Patriota \| Cléber Verde (PRB) + 2 PCdoB, 1 PTB, 1 PSB, 1 DEM \| Zé Gentil (PTB) + 7 PDT, 6 PCdoB, 5 DEM, 3 PR, 2 PP, 2 PSB \| \| MA \| Carlos Brandão (PRB) \| Eliziane Gama (PPS) \| PRB / PCdoB / PDT / PT / PSB / PPS / PROS / PTB / PR / DEM / PP / PTC / SD / PPL / Avante / Patriota \| Cléber Verde (PRB) + 2 PCdoB, 1 PTB, 1 PSB, 1 DEM \| Zé Gentil (PTB) + 7 PDT, 6 PCdoB, 5 DEM, 3 PR, 2 PP, 2 PSB \| \| MG \| Adalclever Lopes (MDB) \| Fábio Cherem (PDT) \| PRB / MDB / PDT / PV / PROS / PODE \| Bispo Gilberto Abramo (PRB), Lafayette Andrada (PRB) + 4 MDB, 3 PSB, 2 PDT \| Carlos Henrique (PRB), Charles Santos (PRB), Mauro Tramonte (PRB) + 7 MDB, 5 PV, 2 PDT, 2 PODE \| \| MG \| Adriana Buzelin (PV) \| Fábio Cherem (PDT) \| PRB / MDB / PDT / PV / PROS / PODE \| Bispo Gilberto Abramo (PRB), Lafayette Andrada (PRB) + 4 MDB, 3 PSB, 2 PDT \| Carlos Henrique (PRB), Charles Santos (PRB), Mauro Tramonte (PRB) + 7 MDB, 5 PV, 2 PDT, 2 PODE \| \| MS \| Odilon de Oliveira (PDT) \| Beto Figueiró (PODE) \| PRB / PDT / PODE \| 1 PDT \| Antônio Vaz (PRB) + 1 PDT \| \| MS \| Marcos Vitor (PRB) \| Gilmar da Cruz (PRB) \| PRB / PDT / PODE \| 1 PDT \| Antônio Vaz (PRB) + 1 PDT \| \| MT \| Wellington Fagundes (PR) \| Adilton Sachetti (PRB) \| PRB / PR / PV / PTB / PCdoB / PODE / PP / PT / PMN / PROS \| 1 PODE, 1 PTB, 1 PP, 1 PT \| Valmir Moretto (PRB) + 2 PT \| \| MT \| Sirlei Theis (PV) \| Professora Maria Lúcia (PCdoB) \| PRB / PR / PV / PTB / PCdoB / PODE / PP / PT / PMN / PROS \| 1 PODE, 1 PTB, 1 PP, 1 PT \| Valmir Moretto (PRB) + 2 PT \| \| PA \| Helder Barbalho (MDB) \| Jader Barbalho (MDB) \| PRB / MDB / PR / PP / PSD / PSC / PTB / PROS / PODE / PSL / PHS / DC / PMB / PTC / Avante / Patriota \| Pastor Vavá Martins (PRB) + 3 PSD, 2 MDB, 2 PTB, 1 PR \| Pastor Fábio Freitas (PRB), Professora Nilse (PRB) \| \| PA \| Lúcio Vale (PR) \| Zequinha Marinho (PSC) \| PRB / MDB / PR / PP / PSD / PSC / PTB / PROS / PODE / PSL / PHS / DC / PMB / PTC / Avante / Patriota \| Pastor Vavá Martins (PRB) + 3 PSD, 2 MDB, 2 PTB, 1 PR \| Pastor Fábio Freitas (PRB), Professora Nilse (PRB) \| \| PB \| João Azevêdo (PSB) \| Veneziano Vital (PSB) \| PRB / PSB / PDT / PT / DEM / PR / PODE / PRP / PMN / PTB / PCdoB / PPS / REDE / PROS / Avante \| Hugo Motta (PRB) + 1 PSB, 1 PDT, 1 PT, 1 PTB, 1 DEM \| Nabor Wanderley (PRB) + 8 PSB, 3 PODE, 2 PTB, 1 PCdoB \| \| PB \| Lígia Feliciano (PDT) \| Luiz Couto (PT) \| PRB / PSB / PDT / PT / DEM / PR / PODE / PRP / PMN / PTB / PCdoB / PPS / REDE / PROS / Avante \| Hugo Motta (PRB) + 1 PSB, 1 PDT, 1 PT, 1 PTB, 1 DEM \| Nabor Wanderley (PRB) + 8 PSB, 3 PODE, 2 PTB, 1 PCdoB \| \| PE \| Armando Monteiro (PTB) \| Mendonça Filho (DEM) \| PRB / PTB / PODE / PSDB / DEM / PSC / PR / PPS / PSD / PSL / PHS / DC / PMB \| Bispo Ossessio (PRB), Sílvio Costa Filho (PRB) + 1 PPS, 1 DEM, 1 PODE, 1 PSC \| William Brígido (PRB) + 3 DEM, 2 PTB, 1 PSDB \| \| PE \| Fred Ferreira (PSC) \| Bruno Araújo (PSDB) \| PRB / PTB / PODE / PSDB / DEM / PSC / PR / PPS / PSD / PSL / PHS / DC / PMB \| Bispo Ossessio (PRB), Sílvio Costa Filho (PRB) + 1 PPS, 1 DEM, 1 PODE, 1 PSC \| William Brígido (PRB) + 3 DEM, 2 PTB, 1 PSDB \| \| PI \| José Pessoa Leal (SD) \| Frank Aguiar (PRB) \| PRB / SD / PTC / PPL / PMN \| 1 PTC \| Pastor Gessivaldo (PRB) + 1 PTC \| \| PI \| Vanessa Tapety (PTC) \| Marcus Vinícius (PTC) \| PRB / SD / PTC / PPL / PMN \| 1 PTC \| Pastor Gessivaldo (PRB) + 1 PTC \| \| PR \| Ratinho Júnior (PSD) \| Oriovisto Guimarães (PODE) \| PRB / PSD / PODE / PSC / PR / PPS / PHS / PV / Avante \| Bispo Aroldo Martins (PRB), Luizão Goulart (PRB) \| Pastor Alexandre Amaro (PRB) + 2 PR \| \| PR \| Darci Piana (PSD) \| Oriovisto Guimarães (PODE) \| PRB / PSD / PODE / PSC / PR / PPS / PHS / PV / Avante \| Bispo Aroldo Martins (PRB), Luizão Goulart (PRB) \| Pastor Alexandre Amaro (PRB) + 2 PR \| \| RJ \| Romário (PODE) \| Gabrielle Burcci (PMB) \| PRB / PODE / PR / REDE / PMB / PPL / PRP / PTC / Patriota \| Rosângela Gomes (PRB), Wagner Montes (PRB) \| Bispo Carlos Macedo (PRB), Danniel Librelon (PRB), Tia Ju (PRB) \| \| RJ \| Marcelo Delaroli (PR) \| Miro Teixeira (REDE) \| PRB / PODE / PR / REDE / PMB / PPL / PRP / PTC / Patriota \| Rosângela Gomes (PRB), Wagner Montes (PRB) \| Bispo Carlos Macedo (PRB), Danniel Librelon (PRB), Tia Ju (PRB) \| \| RN \| Robinson Faria (PSD) \| Geraldo Melo (PSDB) \| PRB / PSD / PSDB/ PTB / PR / PPS / PMB / PTC / PSB / PRP / PROS / Avante \| 1 PTC, 1 PR, 1 PSB, 1 PSD \| 2 Avante \| \| RN \| Tião Couto (PRB) \| Geraldo Melo (PSDB) \| PRB / PSD / PSDB/ PTB / PR / PPS / PMB / PTC / PSB / PRP / PROS / Avante \| 1 PTC, 1 PR, 1 PSB, 1 PSD \| 2 Avante \| \| RO \| Expedito Júnior (PSDB) \| Marcos Rogério (DEM) \| PRB / PSDB / DEM / PSD / PR / Patriota \| 1 PSD, 1 PSDB \| Alex Redano (PRB), Cabo Jhony Paixão (PRB), Pastor Alex Silva (PRB) \| \| RO \| Maurício de Moraes (PSDB) \| Edésio Fernandes (PRB) \| PRB / PSDB / DEM / PSD / PR / Patriota \| 1 PSD, 1 PSDB \| Alex Redano (PRB), Cabo Jhony Paixão (PRB), Pastor Alex Silva (PRB) \| \| RR \| Antônio Denarium (PSL) \| Mecias de Jesus (PRB) \| PRB / PSL / PTC / PSC / PRP / PROS / PPL / Patriota \| Jhonatan de Jesus (PRB) + 1 PSL \| Gabriel Picanço (PRB), Renan Filho (PRB), Renato Silva (PRB) \| \| RR \| Frutuoso Lins (PTC) \| Pastor Isamar Ramalho (PSL) \| PRB / PSL / PTC / PSC / PRP / PROS / PPL / Patriota \| Jhonatan de Jesus (PRB) + 1 PSL \| Gabriel Picanço (PRB), Renan Filho (PRB), Renato Silva (PRB) \| \| RS \| Eduardo Leite (PSDB) \| Luis Carlos Heinze (PP) \| PRB / PSDB / PPS / PP / PTB / PHS / REDE \| Carlos Gomes (PRB) + 4 PP, 2 PSDB, 2 PTB \| Fran Somensi (PRB), Sergio Peres (PRB) \| \| RS \| Ranolfo Vieira Júnior (PTB) \| Mário Bernd (PPS) \| PRB / PSDB / PPS / PP / PTB / PHS / REDE \| Carlos Gomes (PRB) + 4 PP, 2 PSDB, 2 PTB \| Fran Somensi (PRB), Sergio Peres (PRB) \| \| SC \| Gelson Merisio (PSD) \| Esperidião Amin (PP) \| PRB / PSD / DEM / PP / PCdoB / PDT / PSC / PSB / PV / SD / PODE / PROS / PHS / PRP / PPL \| Hélio Costa (PRB) + 1 PSB \| Sergio Motta (PRB) + 3 PSB \| \| SC \| João Paulo Kleinübing (DEM) \| Raimundo Colombo (PSD) \| PRB / PSD / DEM / PP / PCdoB / PDT / PSC / PSB / PV / SD / PODE / PROS / PHS / PRP / PPL \| Hélio Costa (PRB) + 1 PSB \| Sergio Motta (PRB) + 3 PSB \| \| SE \| Eduardo Amorim (PSDB) \| André Moura (PSC) \| PRB / PSDB / PSC / PPS / PR / SD / PTC \| 1 SD, 1 PR, 1 PSC \| 4 PSC, 2 PR, 1 PSDB \| \| SE \| Ivan Leite (PRB) \| Pastor Heleno (PRB) \| PRB / PSDB / PSC / PPS / PR / SD / PTC \| 1 SD, 1 PR, 1 PSC \| 4 PSC, 2 PR, 1 PSDB \| \| SP \| João Dória (PSDB) \| Mara Gabrilli (PSDB) \| PRB / PSDB / DEM / PSD / PP / PTC \| Bispo Marcos Pereira (PRB), Celso Russomanno (PRB), Maria Rosas (PRB), Pastor Milton Vieira (PRB), Pastor Vinicius Carvalho (PRB), Roberto Alves (PRB) \| Edna Macedo (PRB), Jorge Wilson (PRB), Pastor Altair Moraes (PRB), Pastor Gilmaci Santos (PRB), Pastor Sebastião Santos (PRB), Wellington Moura (PRB) + 8 PSDB, 7 DEM, 4 PP, 2 PSD \| \| SP \| Rodrigo Garcia (DEM) \| Ricardo Tripoli (PSDB) \| PRB / PSDB / DEM / PSD / PP / PTC \| Bispo Marcos Pereira (PRB), Celso Russomanno (PRB), Maria Rosas (PRB), Pastor Milton Vieira (PRB), Pastor Vinicius Carvalho (PRB), Roberto Alves (PRB) \| Edna Macedo (PRB), Jorge Wilson (PRB), Pastor Altair Moraes (PRB), Pastor Gilmaci Santos (PRB), Pastor Sebastião Santos (PRB), Wellington Moura (PRB) + 8 PSDB, 7 DEM, 4 PP, 2 PSD \| \| TO \| Mauro Carlesse (PHS) \| Eduardo Gomes (SD) \| PRB / PHS / SD / PP / DEM / PTC / PROS / Avante / Patriota \| 2 SD, 2 DEM \| 3 SD, 1 PTC, 1 PHS, 1 DEM, 1 PP, 1 PROS \| \| TO \| Wanderlei Barbosa (PHS) \| César Halum (PRB) \| PRB / PHS / SD / PP / DEM / PTC / PROS / Avante / Patriota \| 2 SD, 2 DEM \| 3 SD, 1 PTC, 1 PHS, 1 DEM, 1 PP, 1 PROS \| |                                         |                                | | | |
| UF | Candidatos(as) a Governador(a) e a Vice | Candidatos(as) a Senadores(as) | Coligação majoritária (governo e senado)                                                             | Deputados(as) federais eleitos(as) — 106 | Deputados(as) estaduais eleitos(as) — 191 |
| AC | Marcus Alexandre (PT)                   | Jorge Viana (PT)               | PRB / PT / PDT / PODE / PV / PROS / PCdoB / PSB / PHS / PRTB / DC / PPL / PMB / PSOL                 | Pastor Manuel Marcos (PRB) | Doutora Juliana (PRB) + 1 PODE, 1 PROS |
| AC | Emylson Farias (PDT)                    | Ney Amorim (PT)                | PRB / PT / PDT / PODE / PV / PROS / PCdoB / PSB / PHS / PRTB / DC / PPL / PMB / PSOL                 | Pastor Manuel Marcos (PRB) | Doutora Juliana (PRB) + 1 PODE, 1 PROS |
| AL | Pinto de Luna (PROS)                    | Rodrigo Cunha (PSDB)           | PRB / PROS / PSDB / PTC / PP / PSB / REDE / DEM / PSC                                                | Severino Pessôa (PRB) + 1 PSB, 1 PP, 1 PSDB | 4 PP, 2 PSDB, 1 DEM, 1 PROS |
| AL | Jorge VI (PSDB)                         | Benedito de Lira (PP)          | PRB / PROS / PSDB / PTC / PP / PSB / REDE / DEM / PSC                                                | Severino Pessôa (PRB) + 1 PSB, 1 PP, 1 PSDB | 4 PP, 2 PSDB, 1 DEM, 1 PROS |
| AM | Omar Aziz (PSD)                         | Plínio Valério (PSDB)          | PRB / PSD / PSDB / DEM / PTC / Patriota                                                              | Capitão Alberto Neto (PRB), Pastor Silas Câmara (PRB) + 1 PSD                                                                                          | João Luiz (PRB) + 2 PSD, 1 DEM |
| AM | Arthur Bisneto (PSDB)                   | Plínio Valério (PSDB)          | PRB / PSD / PSDB / DEM / PTC / Patriota                                                              | Capitão Alberto Neto (PRB), Pastor Silas Câmara (PRB) + 1 PSD                                                                                          | João Luiz (PRB) + 2 PSD, 1 DEM |
| AP | Waldez Góes (PDT)                       | Lucas Barreto (PTB)            | PRB / PDT / PROS / MDB / DC / PTB / PCdoB / PRP / PTC / PMB                                          | Aline Gurgel (PRB) | Pastor Oliveira (PRB) + 1 PDT, 1 DC, 1 MDB |
| AP | Jaime Nunes (PROS)                      | Lucas Barreto (PTB)            | PRB / PDT / PROS / MDB / DC / PTB / PCdoB / PRP / PTC / PMB                                          | Aline Gurgel (PRB) | Pastor Oliveira (PRB) + 1 PDT, 1 DC, 1 MDB |
| BA | José Ronaldo (DEM)                      | Jutahy Magalhães Júnior (PSDB) | PRB / DEM / PSDB / PSC / PV / PTB / SD / PPL / Patriota                                              | Bispo Márcio Marinho (PRB), João Roma (PRB) + 4 DEM | José de Arimatéia (PRB), Jurailton Santos (PRB) + 7 DEM, 3 PSDB |
| BA | Mônica Bahia (PSDB)                     | Irmão Lázaro (PSC)             | PRB / DEM / PSDB / PSC / PV / PTB / SD / PPL / Patriota                                              | Bispo Márcio Marinho (PRB), João Roma (PRB) + 4 DEM | José de Arimatéia (PRB), Jurailton Santos (PRB) + 7 DEM, 3 PSDB |
| CE | apoio informal a Camilo Santana (PT)    | Eunício Oliveira (MDB)         | PT / PDT / PP / PSB / PR / PTB / DEM / PCdoB / PPS / PRP / PV / PMN / PPL / PRTB / PMB / Patriota    | 1 MDB, 1 SD, 1 PSD | David Durand (PRB) + 4 MDB, 2 SD, 2 PSD |
| CE | apoio informal a Izolda Cela (PDT)      | Alberto Bardawil (PODE)        | PT / PDT / PP / PSB / PR / PTB / DEM / PCdoB / PPS / PRP / PV / PMN / PPL / PRTB / PMB / Patriota    | 1 MDB, 1 SD, 1 PSD | David Durand (PRB) + 4 MDB, 2 SD, 2 PSD |
| DF | Rogério Rosso (PSD)                     | Cristovam Buarque (PPS)        | PRB / PSD / PSC / SD / PODE / PPS                                                                    | Pastor Julio César (PRB) + 1 PPS | Martins Machado (PRB), Rafael Delmasso (PRB) |
| DF | Egmar Tavares (PRB)                     | Fernando Marques (SD)          | PRB / PSD / PSC / SD / PODE / PPS                                                                    | Pastor Julio César (PRB) + 1 PPS | Martins Machado (PRB), Rafael Delmasso (PRB) |
| ES | Carlos Manato (PSL)                     | Magno Malta (PR)               | PRB / PSL / PR                                                                                       | Amaro Neto (PRB) + 1 PSL, 1 PR | Erick Musso (PRB), Hudson Leal (PRB) + 4 PSL |
| ES | Rogério Zamperlini (PSL)                | Subtenente Assis (PSL)         | PRB / PSL / PR                                                                                       | Amaro Neto (PRB) + 1 PSL, 1 PR | Erick Musso (PRB), Hudson Leal (PRB) + 4 PSL |
| GO | Daniel Vilela (MDB)                     | Vanderlan Cardoso (PP)         | PRB / MDB / PP / PHS                                                                                 | João Campos (PRB) + 2 PP | Alysson Lima (PRB), Jeferson Rodrigues (PRB) + 3 MDB |
| GO | Heuler Cruvinel (PP)                    | Agenor Mariano (MDB)           | PRB / MDB / PP / PHS                                                                                 | João Campos (PRB) + 2 PP | Alysson Lima (PRB), Jeferson Rodrigues (PRB) + 3 MDB |
| MA | Flávio Dino (PCdoB)                     | Weverton Rocha (PDT)           | PRB / PCdoB / PDT / PT / PSB / PPS / PROS / PTB / PR / DEM / PP / PTC / SD / PPL / Avante / Patriota | Cléber Verde (PRB) + 2 PCdoB, 1 PTB, 1 PSB, 1 DEM | Zé Gentil (PTB) + 7 PDT, 6 PCdoB, 5 DEM, 3 PR, 2 PP, 2 PSB |
| MA | Carlos Brandão (PRB)                    | Eliziane Gama (PPS)            | PRB / PCdoB / PDT / PT / PSB / PPS / PROS / PTB / PR / DEM / PP / PTC / SD / PPL / Avante / Patriota | Cléber Verde (PRB) + 2 PCdoB, 1 PTB, 1 PSB, 1 DEM | Zé Gentil (PTB) + 7 PDT, 6 PCdoB, 5 DEM, 3 PR, 2 PP, 2 PSB |
| MG | Adalclever Lopes (MDB)                  | Fábio Cherem (PDT)             | PRB / MDB / PDT / PV / PROS / PODE                                                                   | Bispo Gilberto Abramo (PRB), Lafayette Andrada (PRB) + 4 MDB, 3 PSB, 2 PDT                                                                             | Carlos Henrique (PRB), Charles Santos (PRB), Mauro Tramonte (PRB) + 7 MDB, 5 PV, 2 PDT, 2 PODE                                                                                     |
| MG | Adriana Buzelin (PV)                    | Fábio Cherem (PDT)             | PRB / MDB / PDT / PV / PROS / PODE                                                                   | Bispo Gilberto Abramo (PRB), Lafayette Andrada (PRB) + 4 MDB, 3 PSB, 2 PDT                                                                             | Carlos Henrique (PRB), Charles Santos (PRB), Mauro Tramonte (PRB) + 7 MDB, 5 PV, 2 PDT, 2 PODE                                                                                     |
| MS | Odilon de Oliveira (PDT)                | Beto Figueiró (PODE)           | PRB / PDT / PODE                                                                                     | 1 PDT | Antônio Vaz (PRB) + 1 PDT |
| MS | Marcos Vitor (PRB)                      | Gilmar da Cruz (PRB)           | PRB / PDT / PODE                                                                                     | 1 PDT | Antônio Vaz (PRB) + 1 PDT |
| MT | Wellington Fagundes (PR)                | Adilton Sachetti (PRB)         | PRB / PR / PV / PTB / PCdoB / PODE / PP / PT / PMN / PROS                                            | 1 PODE, 1 PTB, 1 PP, 1 PT | Valmir Moretto (PRB) + 2 PT |
| MT | Sirlei Theis (PV)                       | Professora Maria Lúcia (PCdoB) | PRB / PR / PV / PTB / PCdoB / PODE / PP / PT / PMN / PROS                                            | 1 PODE, 1 PTB, 1 PP, 1 PT | Valmir Moretto (PRB) + 2 PT |
| PA | Helder Barbalho (MDB)                   | Jader Barbalho (MDB)           | PRB / MDB / PR / PP / PSD / PSC / PTB / PROS / PODE / PSL / PHS / DC / PMB / PTC / Avante / Patriota | Pastor Vavá Martins (PRB) + 3 PSD, 2 MDB, 2 PTB, 1 PR                                                                                                  | Pastor Fábio Freitas (PRB), Professora Nilse (PRB) |
| PA | Lúcio Vale (PR)                         | Zequinha Marinho (PSC)         | PRB / MDB / PR / PP / PSD / PSC / PTB / PROS / PODE / PSL / PHS / DC / PMB / PTC / Avante / Patriota | Pastor Vavá Martins (PRB) + 3 PSD, 2 MDB, 2 PTB, 1 PR                                                                                                  | Pastor Fábio Freitas (PRB), Professora Nilse (PRB) |
| PB | João Azevêdo (PSB)                      | Veneziano Vital (PSB)          | PRB / PSB / PDT / PT / DEM / PR / PODE / PRP / PMN / PTB / PCdoB / PPS / REDE / PROS / Avante        | Hugo Motta (PRB) + 1 PSB, 1 PDT, 1 PT, 1 PTB, 1 DEM | Nabor Wanderley (PRB) + 8 PSB, 3 PODE, 2 PTB, 1 PCdoB |
| PB | Lígia Feliciano (PDT)                   | Luiz Couto (PT)                | PRB / PSB / PDT / PT / DEM / PR / PODE / PRP / PMN / PTB / PCdoB / PPS / REDE / PROS / Avante        | Hugo Motta (PRB) + 1 PSB, 1 PDT, 1 PT, 1 PTB, 1 DEM | Nabor Wanderley (PRB) + 8 PSB, 3 PODE, 2 PTB, 1 PCdoB |
| PE | Armando Monteiro (PTB)                  | Mendonça Filho (DEM)           | PRB / PTB / PODE / PSDB / DEM / PSC / PR / PPS / PSD / PSL / PHS / DC / PMB                          | Bispo Ossessio (PRB), Sílvio Costa Filho (PRB) + 1 PPS, 1 DEM, 1 PODE, 1 PSC                                                                           | William Brígido (PRB) + 3 DEM, 2 PTB, 1 PSDB |
| PE | Fred Ferreira (PSC)                     | Bruno Araújo (PSDB)            | PRB / PTB / PODE / PSDB / DEM / PSC / PR / PPS / PSD / PSL / PHS / DC / PMB                          | Bispo Ossessio (PRB), Sílvio Costa Filho (PRB) + 1 PPS, 1 DEM, 1 PODE, 1 PSC                                                                           | William Brígido (PRB) + 3 DEM, 2 PTB, 1 PSDB |
| PI | José Pessoa Leal (SD)                   | Frank Aguiar (PRB)             | PRB / SD / PTC / PPL / PMN                                                                           | 1 PTC | Pastor Gessivaldo (PRB) + 1 PTC |
| PI | Vanessa Tapety (PTC)                    | Marcus Vinícius (PTC)          | PRB / SD / PTC / PPL / PMN                                                                           | 1 PTC | Pastor Gessivaldo (PRB) + 1 PTC |
| PR | Ratinho Júnior (PSD)                    | Oriovisto Guimarães (PODE)     | PRB / PSD / PODE / PSC / PR / PPS / PHS / PV / Avante                                                | Bispo Aroldo Martins (PRB), Luizão Goulart (PRB) | Pastor Alexandre Amaro (PRB) + 2 PR |
| PR | Darci Piana (PSD)                       | Oriovisto Guimarães (PODE)     | PRB / PSD / PODE / PSC / PR / PPS / PHS / PV / Avante                                                | Bispo Aroldo Martins (PRB), Luizão Goulart (PRB) | Pastor Alexandre Amaro (PRB) + 2 PR |
| RJ | Romário (PODE)                          | Gabrielle Burcci (PMB)         | PRB / PODE / PR / REDE / PMB / PPL / PRP / PTC / Patriota                                            | Rosângela Gomes (PRB), Wagner Montes (PRB) | Bispo Carlos Macedo (PRB), Danniel Librelon (PRB), Tia Ju (PRB) |
| RJ | Marcelo Delaroli (PR)                   | Miro Teixeira (REDE)           | PRB / PODE / PR / REDE / PMB / PPL / PRP / PTC / Patriota                                            | Rosângela Gomes (PRB), Wagner Montes (PRB) | Bispo Carlos Macedo (PRB), Danniel Librelon (PRB), Tia Ju (PRB) |
| RN | Robinson Faria (PSD)                    | Geraldo Melo (PSDB)            | PRB / PSD / PSDB/ PTB / PR / PPS / PMB / PTC / PSB / PRP / PROS / Avante                             | 1 PTC, 1 PR, 1 PSB, 1 PSD | 2 Avante |
| RN | Tião Couto (PRB)                        | Geraldo Melo (PSDB)            | PRB / PSD / PSDB/ PTB / PR / PPS / PMB / PTC / PSB / PRP / PROS / Avante                             | 1 PTC, 1 PR, 1 PSB, 1 PSD | 2 Avante |
| RO | Expedito Júnior (PSDB)                  | Marcos Rogério (DEM)           | PRB / PSDB / DEM / PSD / PR / Patriota                                                               | 1 PSD, 1 PSDB | Alex Redano (PRB), Cabo Jhony Paixão (PRB), Pastor Alex Silva (PRB) |
| RO | Maurício de Moraes (PSDB)               | Edésio Fernandes (PRB)         | PRB / PSDB / DEM / PSD / PR / Patriota                                                               | 1 PSD, 1 PSDB | Alex Redano (PRB), Cabo Jhony Paixão (PRB), Pastor Alex Silva (PRB) |
| RR | Antônio Denarium (PSL)                  | Mecias de Jesus (PRB)          | PRB / PSL / PTC / PSC / PRP / PROS / PPL / Patriota                                                  | Jhonatan de Jesus (PRB) + 1 PSL | Gabriel Picanço (PRB), Renan Filho (PRB), Renato Silva (PRB) |
| RR | Frutuoso Lins (PTC)                     | Pastor Isamar Ramalho (PSL)    | PRB / PSL / PTC / PSC / PRP / PROS / PPL / Patriota                                                  | Jhonatan de Jesus (PRB) + 1 PSL | Gabriel Picanço (PRB), Renan Filho (PRB), Renato Silva (PRB) |
| RS | Eduardo Leite (PSDB)                    | Luis Carlos Heinze (PP)        | PRB / PSDB / PPS / PP / PTB / PHS / REDE                                                             | Carlos Gomes (PRB) + 4 PP, 2 PSDB, 2 PTB | Fran Somensi (PRB), Sergio Peres (PRB) |
| RS | Ranolfo Vieira Júnior (PTB)             | Mário Bernd (PPS)              | PRB / PSDB / PPS / PP / PTB / PHS / REDE                                                             | Carlos Gomes (PRB) + 4 PP, 2 PSDB, 2 PTB | Fran Somensi (PRB), Sergio Peres (PRB) |
| SC | Gelson Merisio (PSD)                    | Esperidião Amin (PP)           | PRB / PSD / DEM / PP / PCdoB / PDT / PSC / PSB / PV / SD / PODE / PROS / PHS / PRP / PPL             | Hélio Costa (PRB) + 1 PSB | Sergio Motta (PRB) + 3 PSB |
| SC | João Paulo Kleinübing (DEM)             | Raimundo Colombo (PSD)         | PRB / PSD / DEM / PP / PCdoB / PDT / PSC / PSB / PV / SD / PODE / PROS / PHS / PRP / PPL             | Hélio Costa (PRB) + 1 PSB | Sergio Motta (PRB) + 3 PSB |
| SE | Eduardo Amorim (PSDB)                   | André Moura (PSC)              | PRB / PSDB / PSC / PPS / PR / SD / PTC                                                               | 1 SD, 1 PR, 1 PSC | 4 PSC, 2 PR, 1 PSDB |
| SE | Ivan Leite (PRB)                        | Pastor Heleno (PRB)            | PRB / PSDB / PSC / PPS / PR / SD / PTC                                                               | 1 SD, 1 PR, 1 PSC | 4 PSC, 2 PR, 1 PSDB |
| SP | João Dória (PSDB)                       | Mara Gabrilli (PSDB)           | PRB / PSDB / DEM / PSD / PP / PTC                                                                    | Bispo Marcos Pereira (PRB), Celso Russomanno (PRB), Maria Rosas (PRB), Pastor Milton Vieira (PRB), Pastor Vinicius Carvalho (PRB), Roberto Alves (PRB) | Edna Macedo (PRB), Jorge Wilson (PRB), Pastor Altair Moraes (PRB), Pastor Gilmaci Santos (PRB), Pastor Sebastião Santos (PRB), Wellington Moura (PRB) + 8 PSDB, 7 DEM, 4 PP, 2 PSD |
| SP | Rodrigo Garcia (DEM)                    | Ricardo Tripoli (PSDB)         | PRB / PSDB / DEM / PSD / PP / PTC                                                                    | Bispo Marcos Pereira (PRB), Celso Russomanno (PRB), Maria Rosas (PRB), Pastor Milton Vieira (PRB), Pastor Vinicius Carvalho (PRB), Roberto Alves (PRB) | Edna Macedo (PRB), Jorge Wilson (PRB), Pastor Altair Moraes (PRB), Pastor Gilmaci Santos (PRB), Pastor Sebastião Santos (PRB), Wellington Moura (PRB) + 8 PSDB, 7 DEM, 4 PP, 2 PSD |
| TO | Mauro Carlesse (PHS)                    | Eduardo Gomes (SD)             | PRB / PHS / SD / PP / DEM / PTC / PROS / Avante / Patriota                                           | 2 SD, 2 DEM | 3 SD, 1 PTC, 1 PHS, 1 DEM, 1 PP, 1 PROS |
| TO | Wanderlei Barbosa (PHS)                 | César Halum (PRB)              | PRB / PHS / SD / PP / DEM / PTC / PROS / Avante / Patriota                                           | 2 SD, 2 DEM | 3 SD, 1 PTC, 1 PHS, 1 DEM, 1 PP, 1 PROS |

### Eleições presidenciais
| Ano  | Imagem | Candidato(a) a Presidente      | Candidato(a) a Vice-Presidente | Coligação                                                                         | Votos               | Posição |
| ---- | ------ | ------------------------------ | ------------------------------ | --------------------------------------------------------------------------------- | ------------------- | ------- |
| 2006 |        | Luiz Inácio Lula da Silva (PT) | José Alencar (PRB)             | A Força do Povo (PT, PRB e PCdoB)                                                 | 58.295.042 (60,83%) | 1ª      |
| 2010 |        | Dilma Rousseff (PT)            | Michel Temer (PMDB)            | Para o Brasil Seguir Mudando (PT, PMDB, PR, PSB, PDT, PCdoB, PSC, PRB, PTC e PTN) | 55.752.529 (56.05%) | 1ª      |
| 2014 |        | Dilma Rousseff (PT)            | Michel Temer (PMDB)            | Com a Força do Povo (PT, PMDB, PSD, PP, PR, PROS, PDT, PCdoB e PRB)               | 54.501.118 (51,64%) | 1ª      |
| 2018 |        | Geraldo Alckmin (PSDB)         | Ana Amélia (PP)                | Para Unir o Brasil (PSDB, PP, PR, PRB, PSD, Solidariedade, DEM, PTB e PPS)        | 5.096.349 (4,76%)   | 4ª      |
| 2022 |        | Jair Bolsonaro (PL)            | Braga Netto (PL)               | Pelo bem do Brasil (PL, Republicanos e PP)                                        | 58.206.354 (49,1%)  | 2ª      |

## Controvérsias

### Interferência política junto à Igreja Universal
Oficialmente, a Igreja Universal do Reino de Deus nega misturar política e religião, mas ao reportar sobre o aumento de políticos eleitos em 2020 ligados a mesma, o Congresso em Foco entrevistou especialistas que apontaram a influência política que a igreja tem no Brasil ao se associar com o Republicanos. Lívia Reis, pesquisadora do Instituto de Estudos da Religião (Iser) e da Universidade Federal do Rio de Janeiro (UFRJ) disse que "a Universal inaugurou este tipo de política, lá na década de 1980, já na redemocratização… Eles [os candidatos] utilizam tanto a estrutura institucional quanto a estrutura partidária do Republicanos… Esta estratégia de candidaturas da Universal passa necessariamente pelo Republicanos."  A cientista política Flávia Babireski, pesquisadora do Laboratório de Partidos e Sistemas Partidários da Universidade Federal do Paraná (LAPeS/UFPR) disse que "A Universal é muito centralizada, uma instituição só no Brasil inteiro – então tem uma estrutura hierárquica muito coordenada, muito bem pensada… Então fazer essa coordenação política paralela é muito fácil. Saber quem é o candidato oficial da Igreja, a Universal sabe."